# Grace Mahary
Grace Mahary (Edmonton, Alberta, Canadá, 23 de maio de 1989) é uma modelo canadense.

## Biografia
Mahary tem pais eritreus. Quando ela era jovem, ela jogou basquete com seus dois irmãos mais velhos na Archbishop O'Leary Catholic High School, onde ela estava estudando. Ela sabe falar inglês, francês e tigrínia.
Grace foi certificada como sommelier em setembro pelo International Culinary Center de Nova York. Ela foi uma das cinco em uma classe de 17 a passar no curso de 10 semanas, e a única mulher de cor no grupo, nesse preriodo decidiu largar todos os empregos no verão e, quando chegou a hora da semana da moda, ela só trabalhou no fim de semana.
Mahary e seu marido abriram um restaurante em Venice, Califórnia, chamado Chulita, que é um restaurante focado em mezcal e tequila. “Mas isso meio que fez minhas engrenagens pensarem 'Como podemos começar a diversificar nosso portfólio de vinhos? Como podemos começar a destacar as pessoas de cor que fazem bebidas e incluí-las nisso? Como destacamos as mulheres na indústria? '”, Diz Mahary. “Apenas uma espécie de ponte entre as lacunas da sociedade. É basicamente assim que eu entro em qualquer coisa que faço. ”

## Carreira
Em 2005, ela ganhou a Elle Canada/Quebec Model Search e começou a modelar localmente no ano seguinte. Em 2009, ela estrelou o videoclipe I Invented Sex / Say Aah de Trey Songz.
Em 2011, ela viajou para Paris para iniciar sua carreira internacional de modelo. Sua descoberta veio em março de 2012, quando ela caminhou pela Givenchy como exclusivista. Em 2014, ela participou do Victoria's Secret Fashion Show.
Ela participou de campanhas para Bergdorf Goodman, Carolina Herrera, Gap, Hugo Boss e Michael Kors. Ao longo de sua carreira, ela desfilou mais de 200 vezes, incluindo Chanel, Dior, Valentino, Balenciaga Foi destaque na capa de The Edit e Elle Canadá), e apareceu em editoriais para CR Fashion Book, Dressed to Kill, Elle, Garage, Glamour, iD, Entrevista, Lurve, Numéro, Pop, Retrato, Vogue e W.

## Trabalho Social
Em 2012, quando Mahary visitou a terra natal de seus pais na Eritreia, na África, pela primeira vez, ficou impressionado com o volume significativo de pessoas que viviam ali sem acesso à eletricidade, algo que todos nós consideramos natural no oeste. Ansiosa por encontrar uma solução, ela lançou o Project Tsehigh, uma organização sem fins lucrativos dedicada a criar uma infraestrutura de energia sustentável.